# 届けたい… feat.KEN THE 390/このまま ずっと
『届けたい… feat.KEN THE 390/このまま ずっと』は、青山テルマの6作目のシングル。2009年3月11日にリリース。

## 解説
- KEN THE 390のシングル「届けたくて… feat.青山テルマ」のアンサーソング。
- 「このまま ずっと」は、ベストアルバム『LOVE! 〜THELMA LOVE SONG COLLECTION〜』からのリカット。
- 青山テルマのシングルで初の両A面である。

## 収録曲
1. 届けたい… feat.KEN THE 390(4:58)
作詞：KEN THE 390・青山テルマ、作曲：KEN THE 390・DJ KOMORI・UTA、編曲：DJ KOMORI・UTA・クラッシャー木村
2. このまま ずっと(4:42)
作詞：新美香・青山テルマ、作曲・編曲：春川仁志
NHKドラマ『Q.E.D. 証明終了』主題歌
3. SOME DAY MY PRINCE WILL COME (いつか王子様が)(3:12)
作詞：Larry Morey、作曲：Frank Churchil、編曲：3rd Productions
ジェーシービー「JCB ドリームプロジェクト」CMソング
4. 届けたい… feat.KEN THE 390 (Instrumental)(4:57)
5. このまま ずっと (Instrumental)(4:39)